# Бэй Юймин
Юйми́н Бэй или Ио Мин Пей (также Пэй; кит. трад. 貝聿銘, упр. 贝聿铭, пиньинь Bèi Yùmíng, англ. Ieoh Ming Pei; 26 апреля 1917 — 16 мая 2019) — американский архитектор китайского происхождения, который стал одним из пяти первых лауреатов Притцкеровской премии, членом Американского института архитекторов, основателем Королевского института британских архитекторов. Продолжатель традиций «интернационального стиля» Миса ван дер Роэ. Иностранный член РААСН. Кавалер Золотой медали Американского института архитектуры (1979).
Первой крупной постройкой Пея, принёсшей ему признание, стала Лаборатория Меса в Национальном центре атмосферных исследований в Колорадо, которая была спроектирована в 1961 году и построена к 1967. Благодаря успеху этого и нескольких следующих проектов он был выбран в качестве главного архитектора для библиотеки Джона Ф. Кеннеди в Массачусетсе. В то же время Пей проектировал Даллас Сити-Холл и восточное здание Национальной галереи искусства. В 1975 году впервые за долгое время вернулся в Китай, чтобы спроектировать отель Fragrant Hill в парке Сяншань, а следующим заказом в родной стране в 1982 году стала башня Банка Китая. В начале 1980 годов Пей оказался в центре дискуссии относительно его проекта парижской стеклянной пирамиды в Лувре.

## Биография
Уроженец Гуанчжоу, рос в Гонконге, в раннем возрасте черпал вдохновение в садах Сучжоу. В 1935 году переехал в США и поступил в архитектурную школу при Пенсильванском университете, но быстро перевёлся в Массачусетский технологический институт. Ему не нравилось, что архитектурное образование в обоих учебных заведениях делает упор на бозар (стиль историзма) и в свободное время он изучал творчество начинающих архитекторов, в особенности Ле Корбюзье. После выпуска Йо Минг Пей поступил в Гарвардскую высшую школу дизайна при Гарвардском университете, где познакомился с архитекторами Баухауса — Вальтером Гропиусом и Марселем Брёйером. В 1948 году был нанят Нью-Йорксим девелопером Уильямом Зекендорфом, на которого продолжал работать в течение семи лет, пока в 1955 году не открыл свою собственную фирму — I. M. Pei & Associates. Позже, с 1966 года, она стала называться I. M. Pei & Partners, а с 1989 — Pei Cobb Freed & Partners. Юймин Бэй вышел на пенсию как архитектор с 1990 года и с тех пор работал в качестве архитектурного консультанта, в первую очередь, в архитектурном бюро своих сыновей Pei Partnership Architects.

## Личная жизнь
Женой Пея на протяжении более 70 лет до самой своей смерти 20 июня 2014 года была Айлин Лоо. У пары родилось трое сыновей: Тин Чжен (англ. T'ing Chung; 1945—2003), Чиен Чжен (англ. Chien Chung; род. 1946, известен как Диди) и Ли Чжен (англ. Li Chung; род. 1949, известен как Санди) — и дочь Лиана (род. 1960). Тин Чжен был градостроителем и выпускником двух альма-матер своего отца — МТИ и Гарварда. Чиен Чжен и Ли Чжен оба окончили Гарвард-колледж и Гарвардскую высшую школу дизайна, а потом открыли и стали руководителями бюро Pei Partnership Architects. Лиана стала адвокатом.
26 апреля 2017 года Пей отпраздновал своё столетие, а 16 мая 2019 года мирно скончался в Манхеттене в возрасте 102 лет. У него осталось трое детей, семь внуков и пять правнуков.

## Награды
- Президентская медаль Свободы (1992 год, США)[10]

## Крупные проекты
- 1962 — Плас Виль-Мари[англ.], Монреаль
- 1968 — Художественный музей Эверсон, Сиракьюс
- 1971 — Харбор-тауэрс, Бостон
- 1972 — Центр искусств им. Пола Меллона[англ.], Уоллингфорд, штат Коннектикут
- 1973 — Художественный музей им. Герберта Джонсона[англ.], Корнеллский университет
- 1974 — Восточное крыло Национальной галереи искусства, Вашингтон
- 1975 — Офис банка OCBC, Сингапур
- 1976 — Джон-Хэнкок-тауэр, Бостон
- 1978 — Художественный музей Индианского университета
- 1978 — Далласская ратуша, Даллас
- 1979 — Библиотека Джона Ф. Кеннеди, Бостон
- 1979 — Всемирный торговый центр (Балтимор)[англ.], Балтимор
- 1980 — Раффлз-Сити, Сингапур
- 1981 — Башня JPMorgan Chase, Нью-Йорк
- 1982 — Башня Банка Китая, Гонконг
- 1986 — Фаунтейн-плейс, Даллас
- 1987 — Майами-тауэр
- 1989 — Пирамида Лувра, Париж, Франция
- 1990 — Гэйтуэй[англ.], Сингапур
- 1991 — Музей Михо, Киото, Япония
- 1995 — Зал славы рок-н-ролла, Кливленд
- 1999 — Музей современного искусства, Люксембург
- 2002 — Башня EDF, Дефанс, Франция
- 2004 — Музей исламского искусства, Доха, Катар

## Галерея
- OCBC Centre здание банка OCBC в Сингапуре
- Гэйтуэй[англ.] в Сингапуре
- Фонтейн Плейс в Далласе
- Зал славы рок-н-ролла
- Далласская ратуша, форма здания с обратными уступами
- Мемориальная часовня Люса[англ.] в кампусе университета Дунхай, Тайчжун, Тайвань
- Научный центр Макао[англ.], Макао